# Мурра, Джон Виктор
Джон Виктор Мурра (англ. John Victor Murra; урождённый Исаак Липшиц (англ. Isak Lipschitz), 24 августа 1916, Одесса, Херсонская губерния, Российская империя — 16 октября 2006, Итака, Нью-Йорк, США) — американский этноисторик и профессор антропологии украинско-еврейского происхождения, исследователь Империи инков, особенно её социально-экономических отношений.

## Ранние годы и образование
Родился Исаак Липшиц в рабочей еврейской семье в Одессе в 1916 году. Раннюю юность провёл в Румынии. В возрасте всего лишь пятнадцати лет нашёл работу спортивного обозревателя в местной газете, а в семнадцать — перевёл трилогию «США» Джона Дос Пассоса. Принадлежал к движению социал-демократической молодёжи, за что его исключили из средней школы на последнем году обучения.
По совету отца устроился работать на бумажных фабриках в Хорватии. В 1933—1934 годах его несколько раз арестовывали за марксистские взгляды. В итоге, в 1934—1935 годах он бежал и эмигрировал в Соединённые Штаты, где получил степень бакалавра социологии в Чикагском университете в 1936 году. В 1937 году он отплыл в Европу и воевал в гражданской войне в Испании как иностранный доброволец на стороне Второй испанской республики . Сначала он помогал с контрабандой оружие из французского Перпиньяна, затем стал членом интербригад (батальон Авраама Линкольна) и был ранен в бою во время битвы на Эбро. Последствия его ранений впоследствии не позволили ему участвовать во Второй мировой войне.
Вернувшись в США в 1939 году, он вновь отправился в Иллинойс, чтобы продолжить обучение в Чикагском университете. Он получил степень магистра в 1942 году и докторскую степень в 1956 году, обе — по антропологии. С начала 1940-х годов посвятил себя изучению коренных американцев. В 1943 году с ним связались Дональд Коллиер и Уэнделл Беннетт в рамках исследования коренных народов Эквадора и предоставили документальные источники по этноистории Анд. С этого он начал свои исследования Андского региона.
В испанском предисловии к своей работе Мурра объясняет, что атмосфера маккартизма (из-за своих левых взглядов он столкнулся с ограничениями со стороны правительства США на поездки в Перу) заставил его отказаться от непосредственной этнологии и работать с архивами, но при этом он всегда сохранял интерес к коренным сообществам, противопоставляя их государству.

## Научный вклад
Мурра преподавал в Университете Пуэрто-Рико (1947—1950), Вассар-колледже (1950—1961), Йельском университете (1962—1963), Университете Сан-Маркос (1964—1966) и Корнелльском университете (1968—1982).
Его работа включала разработку нового взгляда на империю инков, где обычным делом были торговля и дарение подарков между родственниками. Благодаря тщательному изучению испанских колониальных архивов и судебных документов он обнаружил, что обитавшие в тропических лесах жители государства инков ходили в Анды, чтобы обменять у горцев урожай на такие продукты, как шерсть. Мурра назвал это «вертикальным архипелагом» , и его модель была проверена более поздними исследованиями. Некоторые компоненты теории противоречивы, но она стала общепринятым объяснением экономической модели Центральных Анд.
Мурра был автором ставших классическими трудов «Экономическая организация государства инков» (The Economic Organization of the Inca State, 1956), «Экономические и политические формации Андского мира» (1975) и «Андский мир: население, окружающая среда и экономика» (El mundo andino: población, medio ambiente y economía, 2002). Среди его более специализированных работ — «Одежда и её функции в государстве инков» (Cloth and its Functions in the Inca State, 1962). Также совместно с Роленой Адорно и Хорхе Уриосте в 1980 году принимал участие в подготовке критического издания «Новой хроники и хорошего правления» (El Primer Nueva Coronica y Buen Gobierno) Гуамана Помы де Айялы.
В июне 1973 года Мурра, установив контакты с местными учеными, принял участие в научно-прикладной конференции «Первый конгресс андского человека» (Primer Congreso del Hombre Andino), проходившем на севере Чили. После выхода на пенсию он работал в Национальном музее этнографии в Ла-Пасе, Боливия.
Его докторская диссертация по экономике государства инков была написана под влиянием британских функционалистских исследований африканских королевств, но его интересовала не столько структура Тауантинсуйу, сколько крестьянское общество. Вахтель, Лоранди и Саласар-Солер утверждают, что его интерес к социально-экономическим отношениям сформировался под влиянием его марксистской подготовки. Мурра смещает фокус анализа, обычно сосредоточенного на столице Куско, на отношения родства и между общинами, причём на его анализ и терминологию оказали влияния сочинения Карла Поланьи.
Он стремился сперва публиковать свои работы не в английском оригинале, а на испанском языке, чтобы их было легче читать латиноамериканской аудитории. В этом ему помогал его психоаналитик Сол Ньютон, финансировавший перевод.
Мурра умер в 2006 году в своём доме в Итаке, штат Нью-Йорк.